# Clis (village)
Pour les articles homonymes, voir Clis.
Clis est un village français situé sur la commune de Guérande, dans le département français de la Loire-Atlantique.

## Localisation
Le village de Clis se situe entre le centre de Guérande et le quartier de Trescalan de La Turballe sur la route D 99, sur la crête du coteau de Guérande. Sa situation élevée, culminant à 49 mètres, offre de multiples points de vue sur le bassin salicole de Guérande, le clocher des églises de Batz-sur-Mer et du Croisic ainsi que la presqu'île de Sissable.

## Histoire
Diverses fouilles effectuées depuis la fin du XIXe siècle ont montré que le site était déjà occupé à l'époque romaine vraisemblablement au Ier siècle apr. J.-C. et a été longtemps associé probablement par erreur au vicus portuaire de Portus-Bivates mentionné par Ptolémée dans sa Géographie. La première mention écrite nous provient du cartulaire de Redon, nom cité dès 859, en évoquant la présence de la résidence  seigneuriale de Pascuuten, comte de Vannes, in Aula Clis.
Sa position géographique a permis à ce village d'acquérir une certaine importance au Moyen Âge. Il est alors un bailliage de la seigneurie de Lauvergnac et plusieurs manoirs dont ceux de Kerpondarm ou de Kerroux y sont attestés. Les moines de l'abbaye de Blanche-Couronne y possèdent un hébergement, des terres et deux moulins à vent appartiennent aux seigneurs de Crèmeur à la fin du XVe siècle.
Malgré cette importance et le fait qu'elle possédait une chapelle, Clis ne fut jamais élevée au titre de paroisse mais seulement de frairie qui dépendait directement de la collégiale Saint-Aubin de Guérande. Elle est ainsi une des six frairies de la paroisse de Guérande, avec celles de Quéniquen, Saillé, Careil, Congor et Trescalan. En Bretagne, la frairie est un regroupement d'habitants d'un village cimenté par un esprit communautaire. Pour faciliter la vie religieuse lorsque l'église paroissiale est éloignée, une chapelle est souvent érigée au centre de la frairie.
L'exploitation du sel constitue sans doute l'activité principale du village depuis le Moyen Âge avec l'essor de la demande pour la pêche et le commerce du XVIe au XVIIe siècle. L'or blanc, comme on l'appelle, est alors indispensable à la conservation d'aliments tels que la viande ou le poisson. La culture, dont celle de la vigne qui était exploitée sur le coteau jusqu'au XIXe siècle, y occupait une place importante. Quatre moulins existaient autour de Clis en 1818 dont les moulins de Trévaly ou de la Motte. L'exploitation du granite lié aux métiers du bâtiment a probablement commencé dès le Moyen Age et s'est poursuivi dans la carrière de Tuloc à partir du XIXe siècle et jusque dans la première moitié du XXe siècle,.
Le point culminant du site a servi pendant la seconde guerre mondiale de poste d'observation allemand avec sa situation privilégiée au dessus des marais salants.

## Monuments et patrimoine
De son riche passé, il reste aujourd'hui plusieurs vestiges archéologiques encore visibles et un patrimoine bâti des plus intéressants.

### Patrimoine gallo-romain
- La butte à César : une tradition orale veut que Jules César soit passé par ici lors de son combat contre les Vénètes en 55 av. J.-C.[4].
- Un mur gallo-romain (en opus regulatum très caractéristique)[6] (Ier siècle ?), est encore visible sur une dizaine de mètres et haut de plus d'un mètre. Placé en limites de propriétés privées dans le quartier du Requer, son état se dégrade faute d'entretien et de mesures de conservation. Cet ouvrage pourrait être le mur d'enceinte d'un grand édifice gallo-romain de 66 m de long sur 50 de large doté d'un égout, d'un aqueduc et d'enduits peints dont il ne reste rien d'apparent excepté ce qui reste de ce mur. Villa gallo-romaine de Grannon (nom supposé)[7],[8],[9].

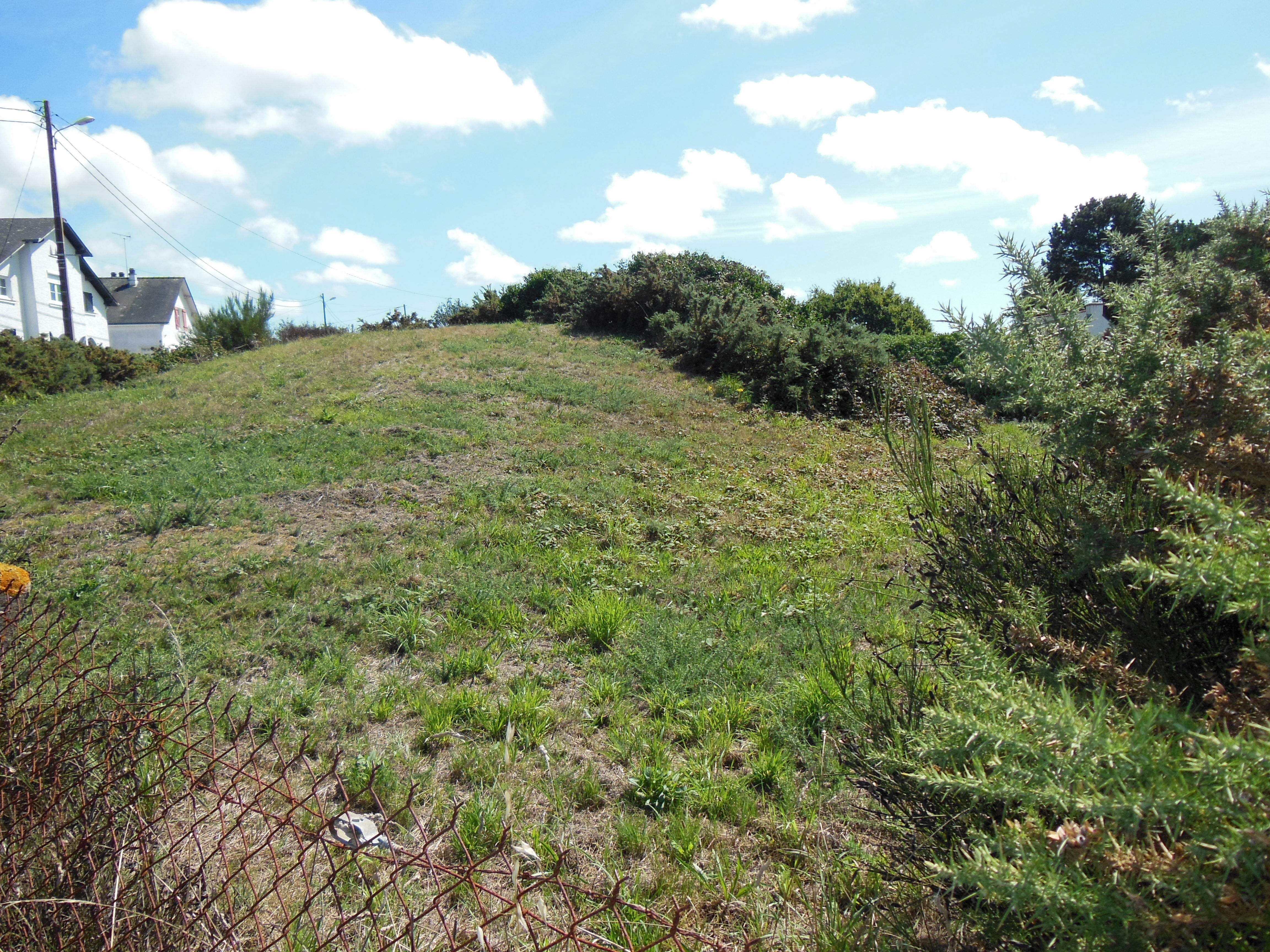
Butte à César.
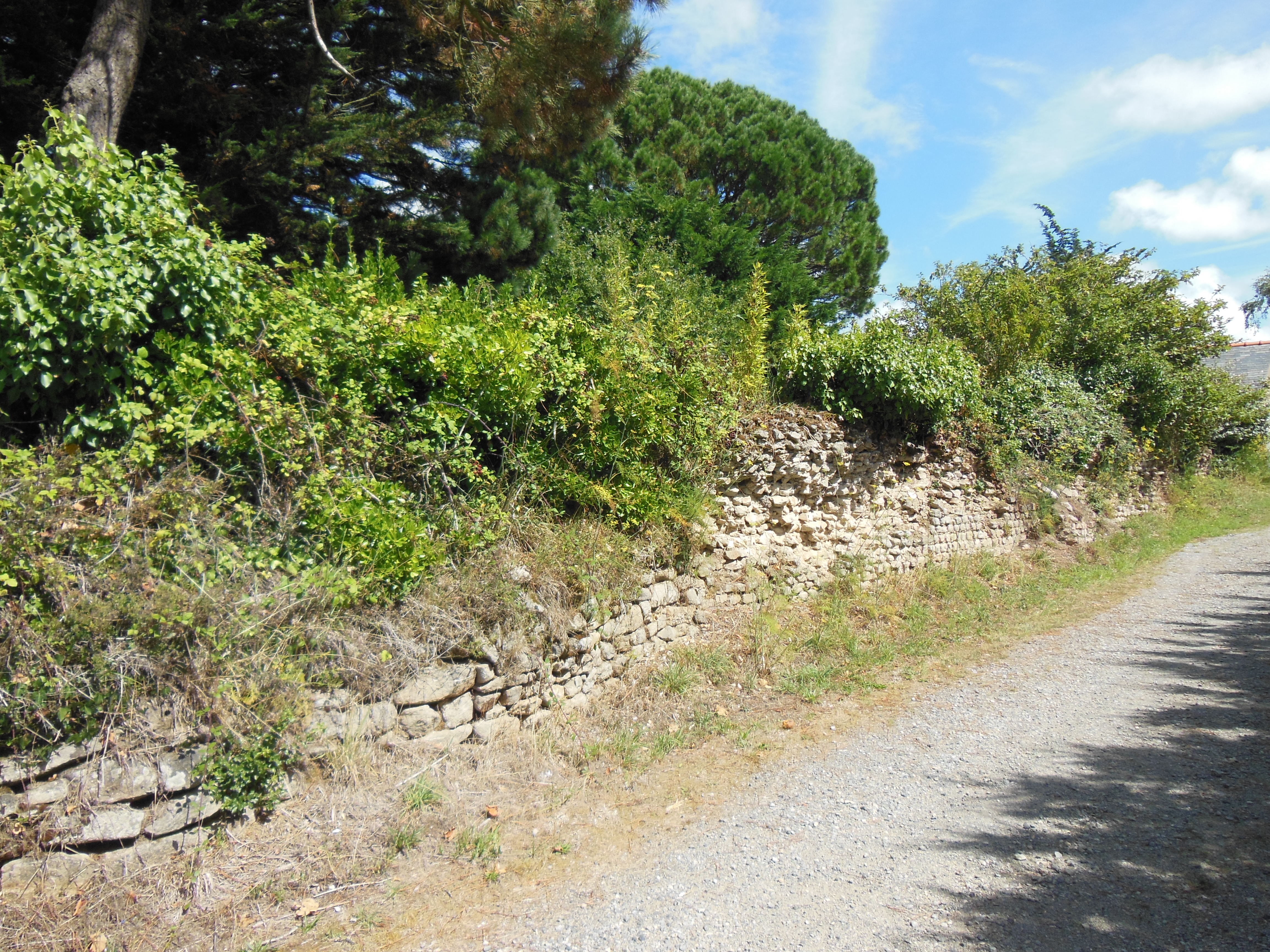
Mur gallo-romain (Ier siècle ?).

### Patrimoine religieux
- La chapelle Sainte-Catherine-d'Alexandrie (XVe siècle) est bâtie sur un effleurement rocheux ; cette chapelle est en partie détruite durant la Révolution française. Elle est cependant reconstruite en 1812 et rendue au culte en 1836. Elle est constituée d'une nef à chevet plat, couverte d'une charpente lambrissée peinte d'un ciel étoilé qui rend cet édifice quelque peu original. Elle conserve aussi 2 croix : l'une en granit datant de 1820 et une autre en fonte qui elle date de 1850.
- La croix du Requer (classée monument historique en 1944) est datée du XIIIe siècle ; placée sur un socle reconstruit en 1825, elle comporte une figuration naïve très ancienne du Christ en croix sur une face et d'une Vierge à l'Enfant sur l'autre. Elle se situe dans le quartier du Requer, au sud de Clis.

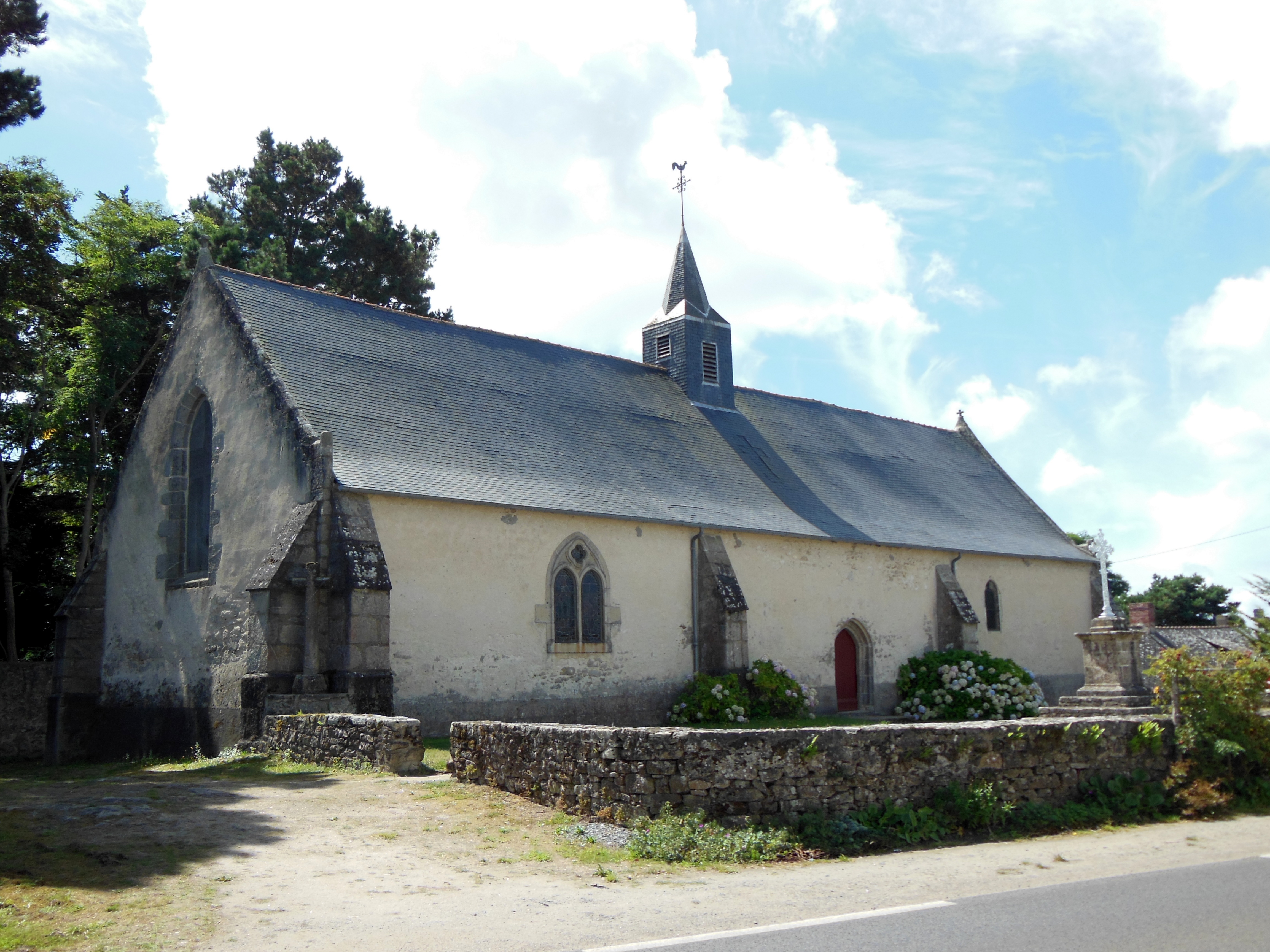
Chapelle Sainte-Catherine-d'Alexandrie (XVe siècle).
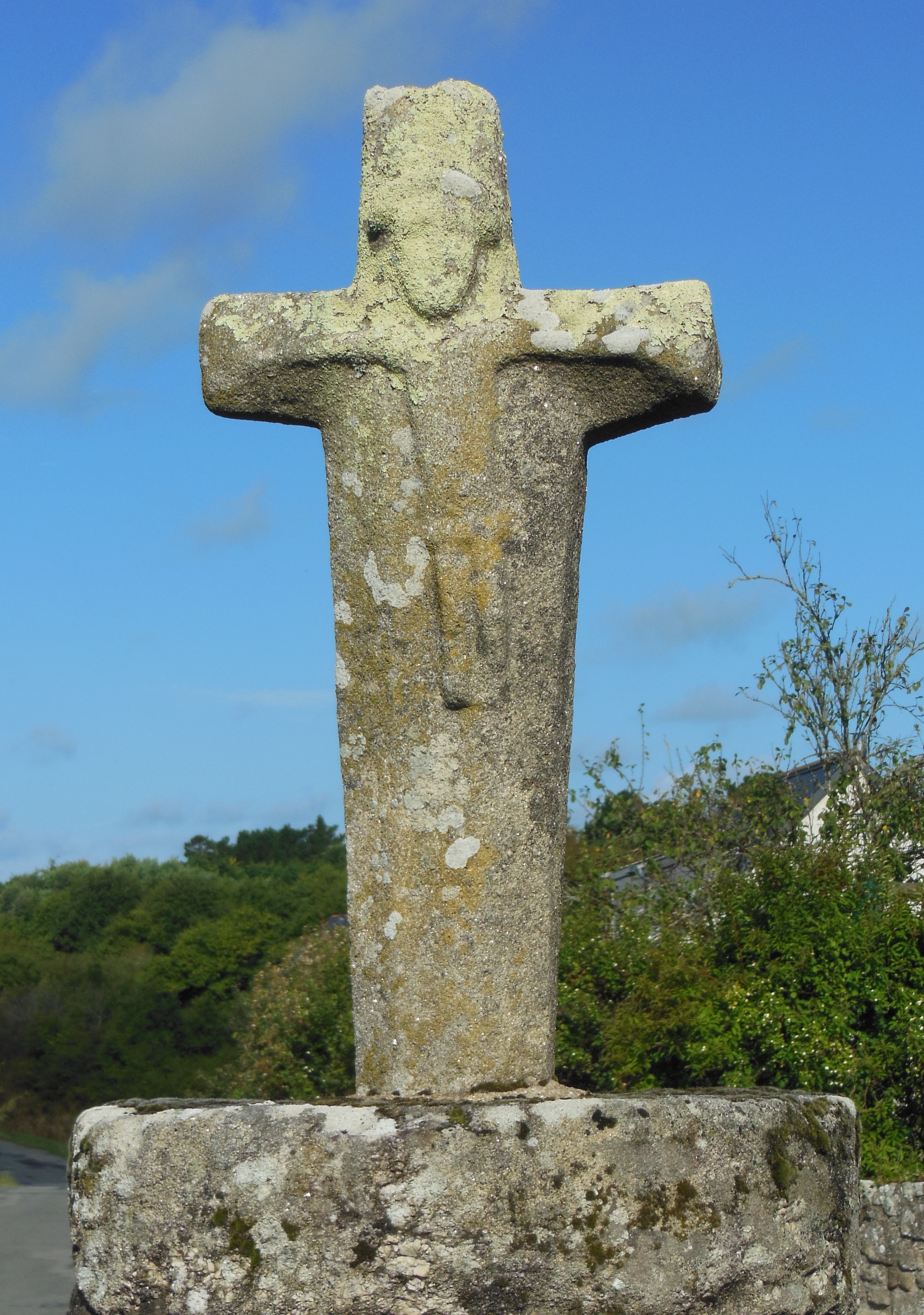
Croix du Requer, face du Christ en croix (XIIIe siècle).

### Patrimoine noble
- Le château de Tuloc date des XVIIe et XIXe siècles. La clôture présente des tours avec des bouches à feu, défenses des temps troublés après les guerres de religion[4].
- Le manoir de Kerpondarmes (XVe siècle)[4].
- Le manoir de Kersalio (XVe et XVIIIe siècles), est situé dans le quartier du Requer, ruiné par un incendie en 1976[4].

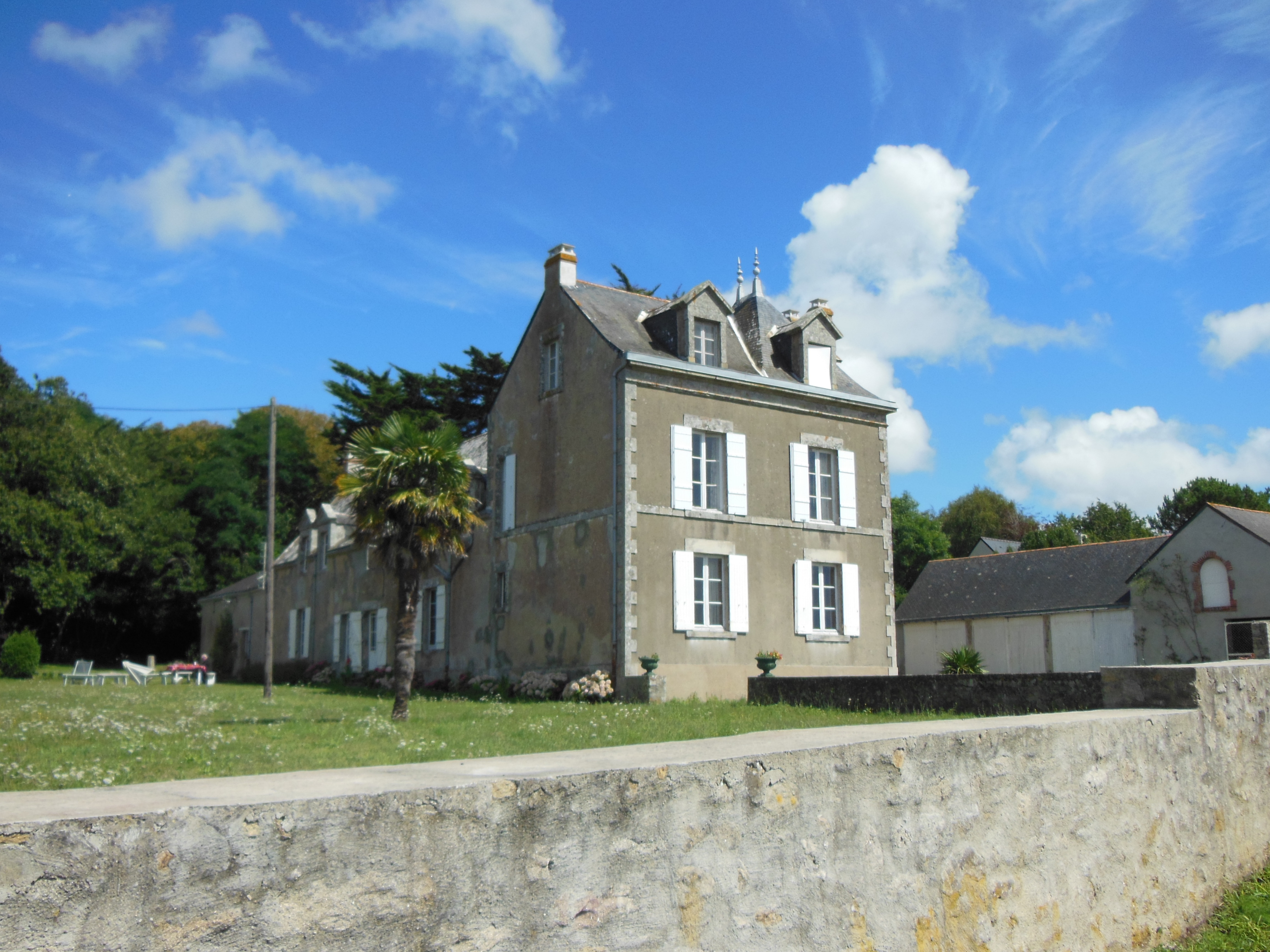
Château de Tuloc (XVIIe et XIXe siècles).
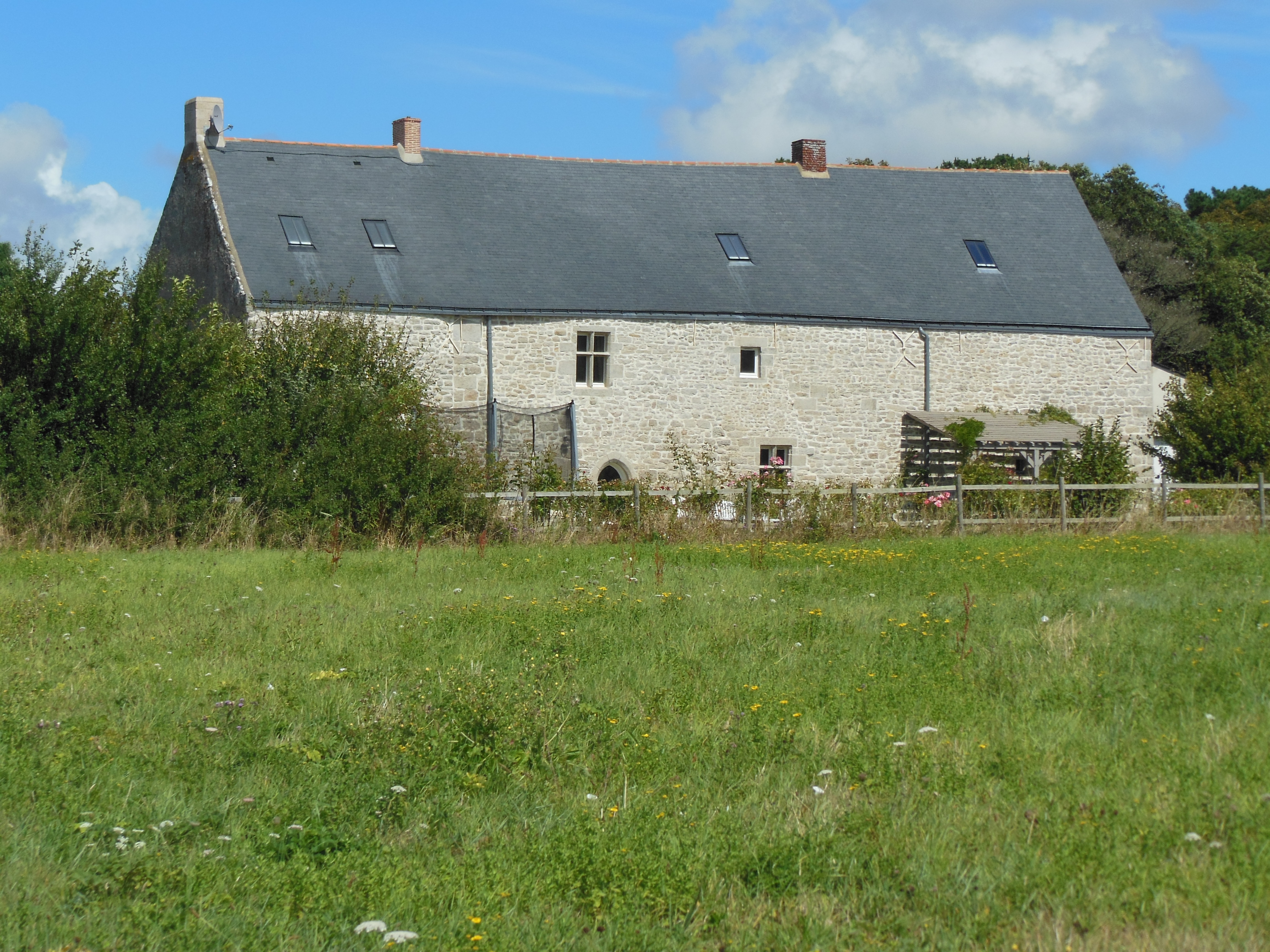
Manoir de Kerpondarmes (XVe siècle).
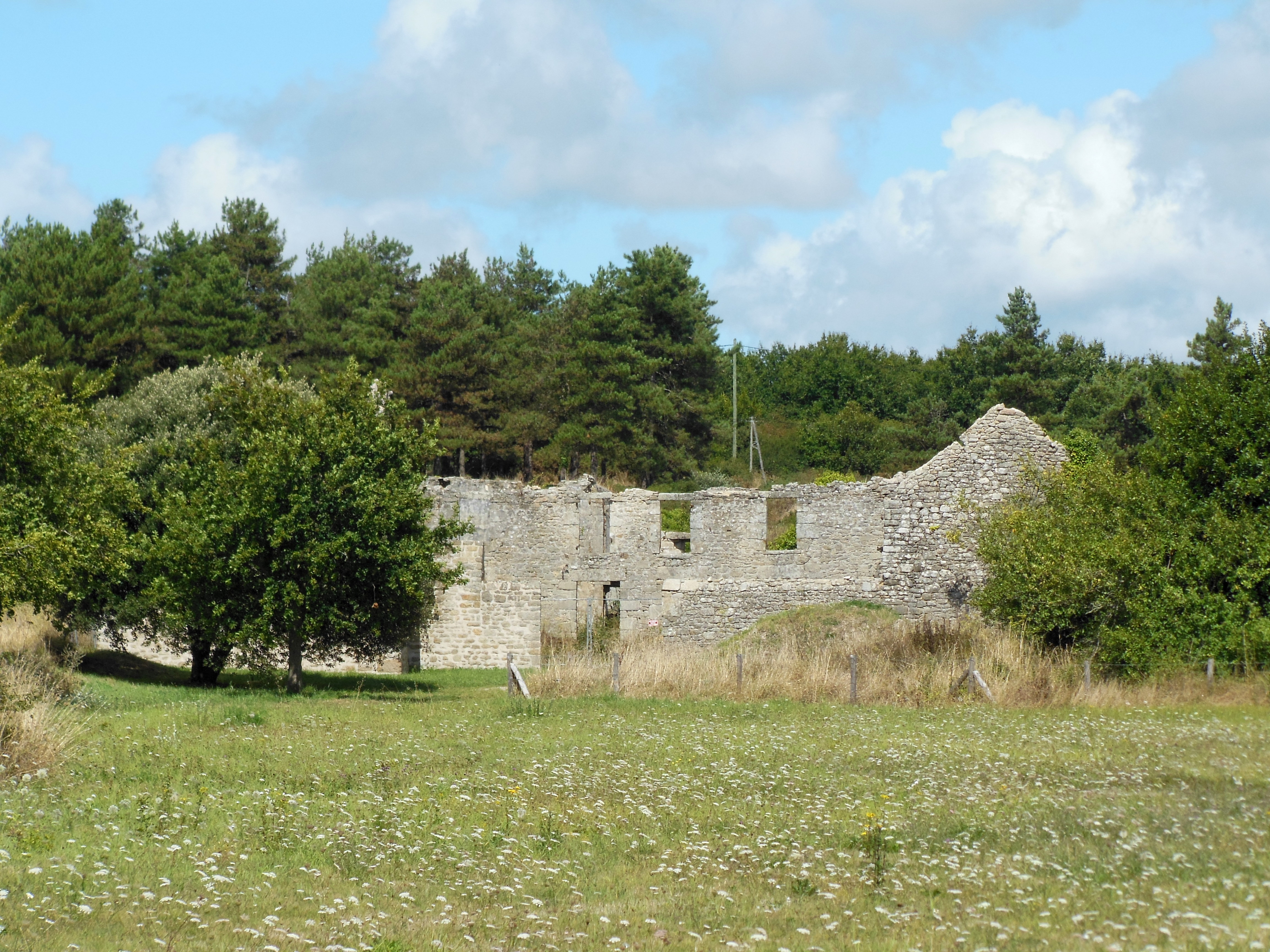
Ruines du manoir de Kersalio (XVe et XVIIIe siècles).

Les deux manoirs sont des témoins de l'architecture nobiliaire bretonne modeste qui se caractérise par la présence d'un bâtiment unique avec une grande salle chauffée par niveau.

### Patrimoine militaire
- Poste d'observation TU19, à l'angle de la route de La Turballe et de la Grande Rue, vestige d'une fortification allemande du Mur de l'Atlantique, construit en 1942 par l'Organisation Todt. Il s'agit d'un site d'observation et de défense du littoral, tirant profit de la situation surélevée du Clis sur le coteau de Guérande. Il fait partie de la quarantaine de blockhaus construits à Guérande entre 1942 et 1944, dont au moins sept à Clis[10].

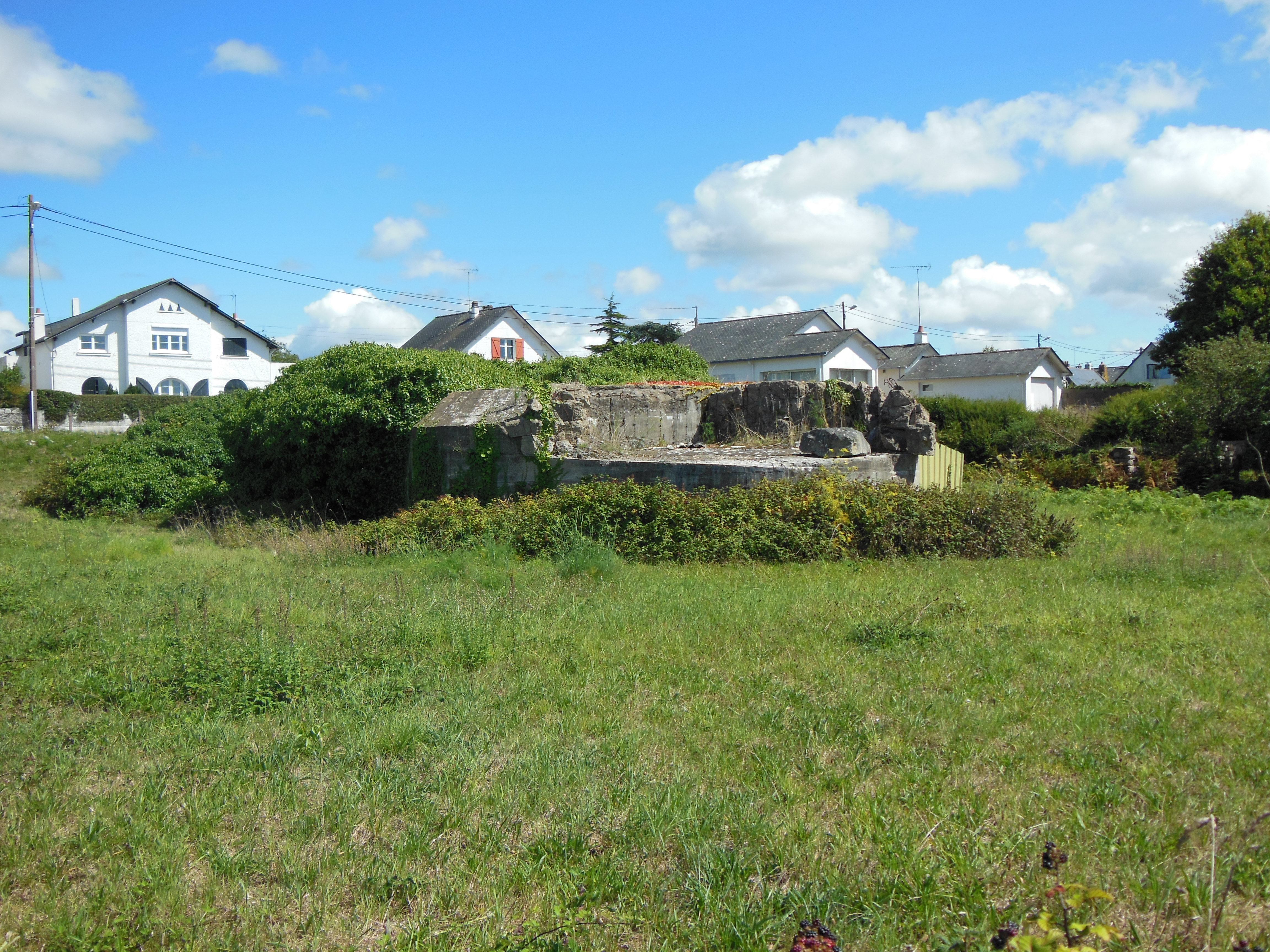
Ruines du poste d'observation TU19.

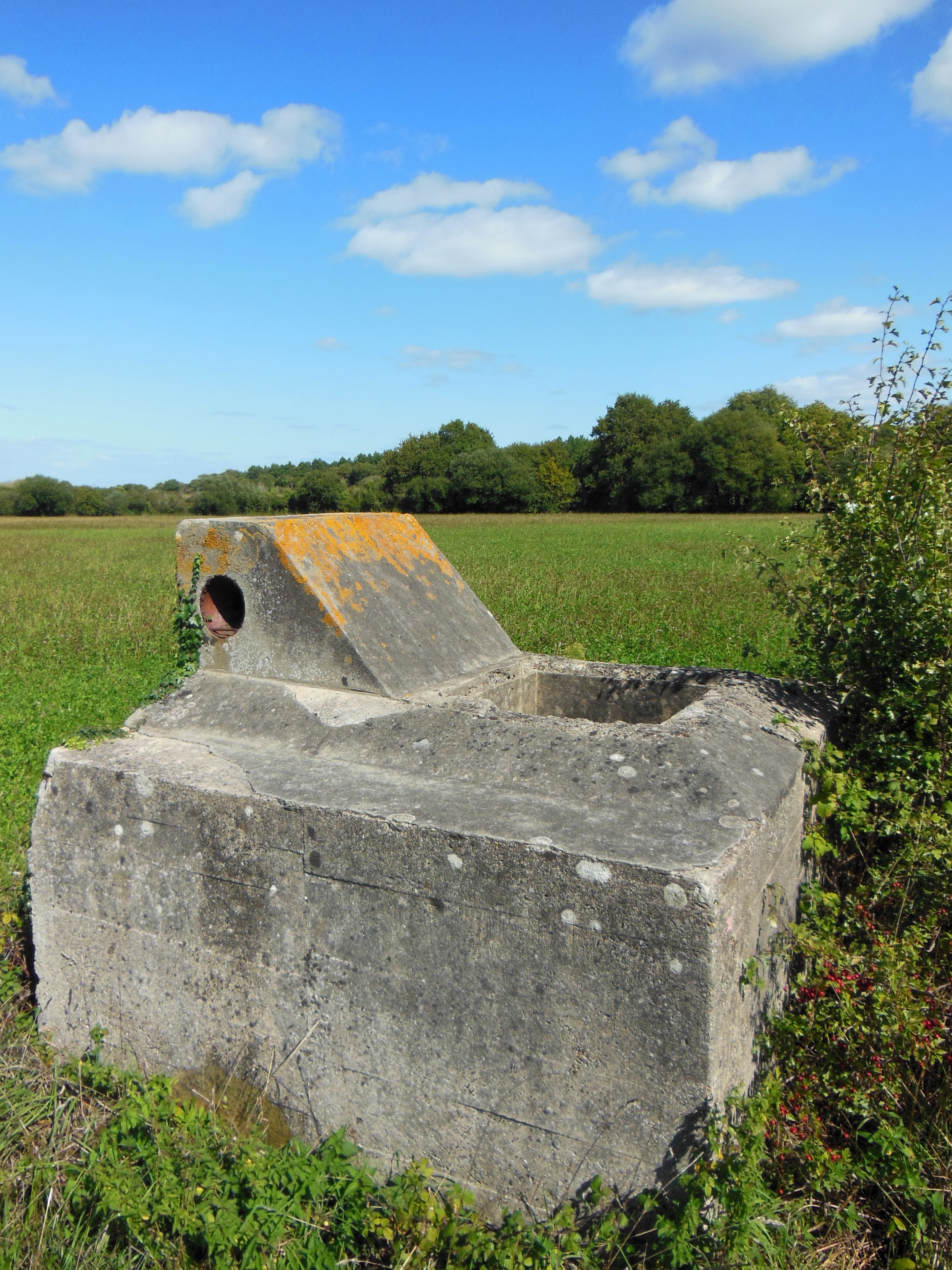
Bunker semi enterré de la route du Riau.

- Bunker semi enterré de la route du Riau.

### Autre patrimoine bâti
- La fontaine verte : le village de Clis se caractérise par de nombreuses fontaines plus ou moins anciennes, dont la fontaine romaine. L'architecture de cette dernière permet de la dater du XVIe siècle.

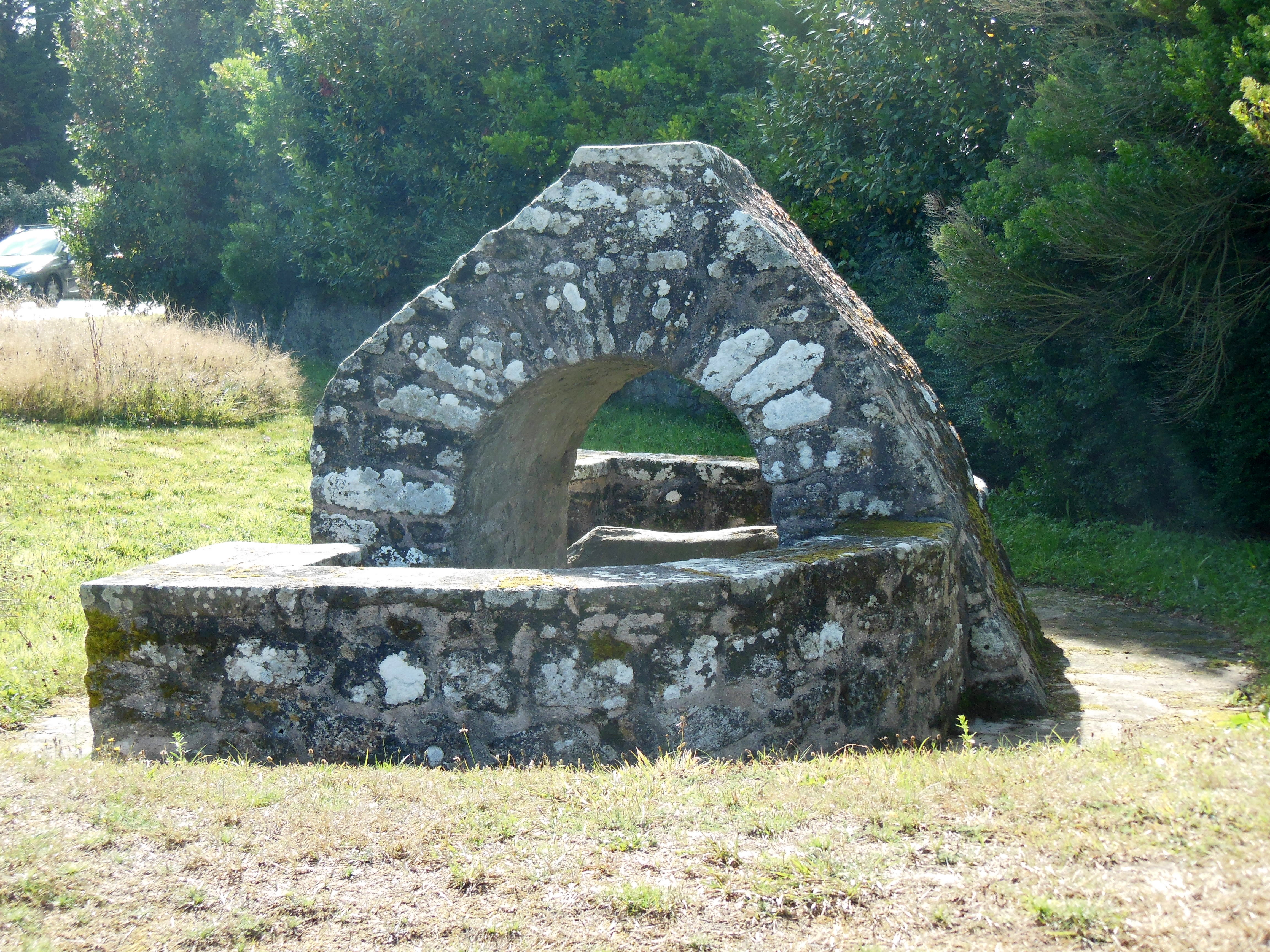
La fontaine verte.
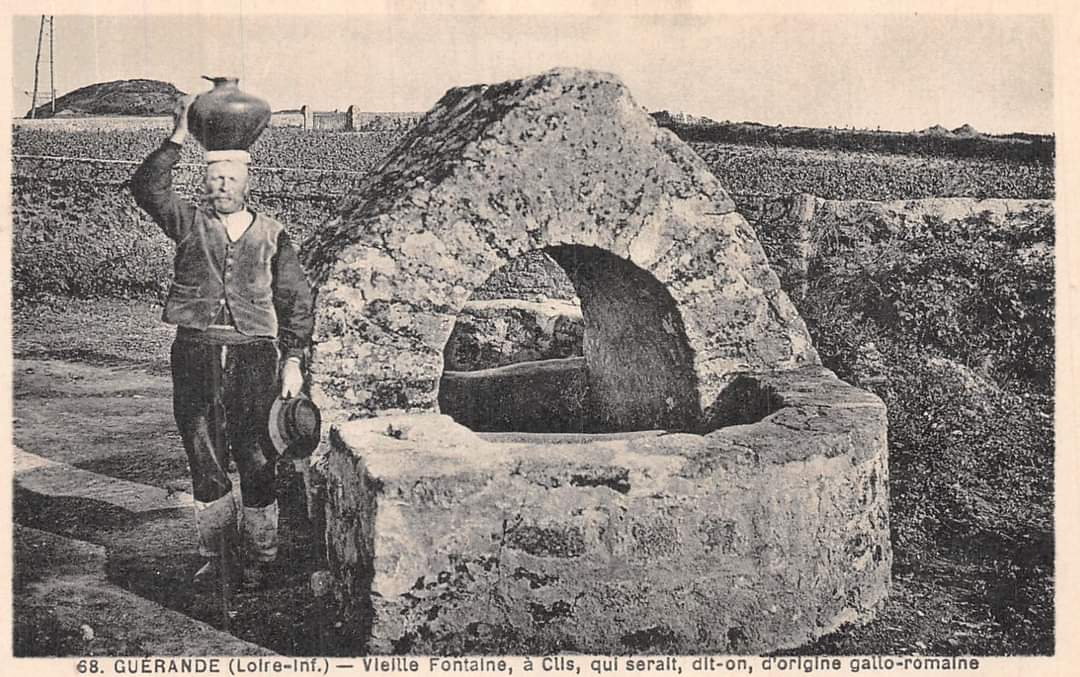
Carte postale ancienne.

- Le lavoir du « Bouillon du chat », réhabilité en 2011 par l'association Clis et son Environnement et la Ville de Guérande, témoigne de l'importance de l'accès à l'eau dans le développement des villages. Les puits, les fontaines et les mares sont des lieux stratégiques qui répondent aux besoins multiples et quotidiens des habitants et des animaux : boire, préparer la nourriture, se laver, etc. Le terme vernaculaire de « bouillon » désigne une mare, aménagée ou non. La référence au chat est présente dans d'autres lieux des environs et pourrait faire référence au sort funeste réservé aux chatons qui y étaient noyés. Les usages du Bouillon du chat ne sont pas tous connus avec certitude. Il a pu servir à plusieurs tâches au fil du temps : laver le linge, abreuver les animaux, rincer les sacs en jute servant au transport du sel, etc. Aujourd'hui, cet espace façonné par l'Homme, fonctionne selon un écosystème similaire à celui d'une mare, avec la présence de faune (grenouilles, poissons) et de flore spécifiques (lentilles d'eau, petites plantes flottantes ainsi que les nénuphars). C'est un lieu de reproduction pour la faune, comme en témoigne la présence de larves de tritons, de grenouilles et d'insectes[11].

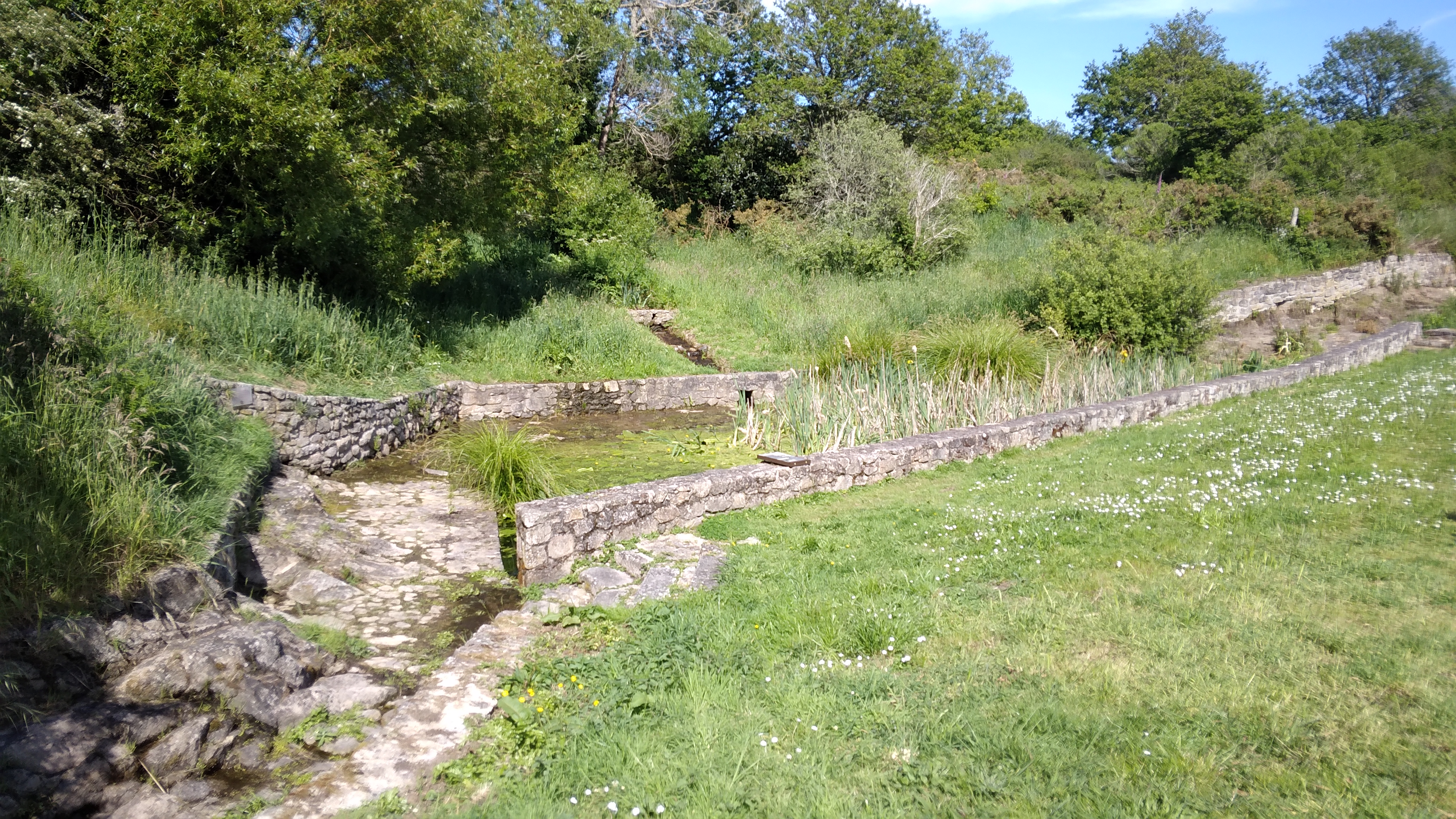
Lavoir du « Bouillon du chat », situé chemin de Kersalio.

- Maisons paludières : le village de Clis se caractérise par la présence d'un nombre important d'habitations « paludières » (que l'on peut aussi retrouver à Saillé, autre village de Guérande). Les maisons paludières à rez-de-chaussée datent du XVe siècle, les maisons paludières à étage apparaissent principalement entre les XVIIe et XVIIIe siècles, témoignant de la prospérité économique de cette époque[4].

- L'ancienne carrière ennoyée de granite de Tuloc : le granite y est extrait à Clis depuis le Moyen Age. Très concentré dans le village, il est visible sous la forme d'affleurements, comme dans la rue du Rocher. La carrière de Tuloc est ouverte vers 1820 et reste en activité jusqu'au début du  XXe siècle. D'autres gisements sont exploités sur le coteau, notamment aux Perrières, terme local désignant une carrière. Ils permettent de répondre aux besoins des chantiers de construction comme celui des remparts de Guérande. Le granite de Guérande est un leucogranite clair à grain moyen. Celui de Clis, reconnu pour sa finesse, est principalement utilisé en pierre de taille[12].

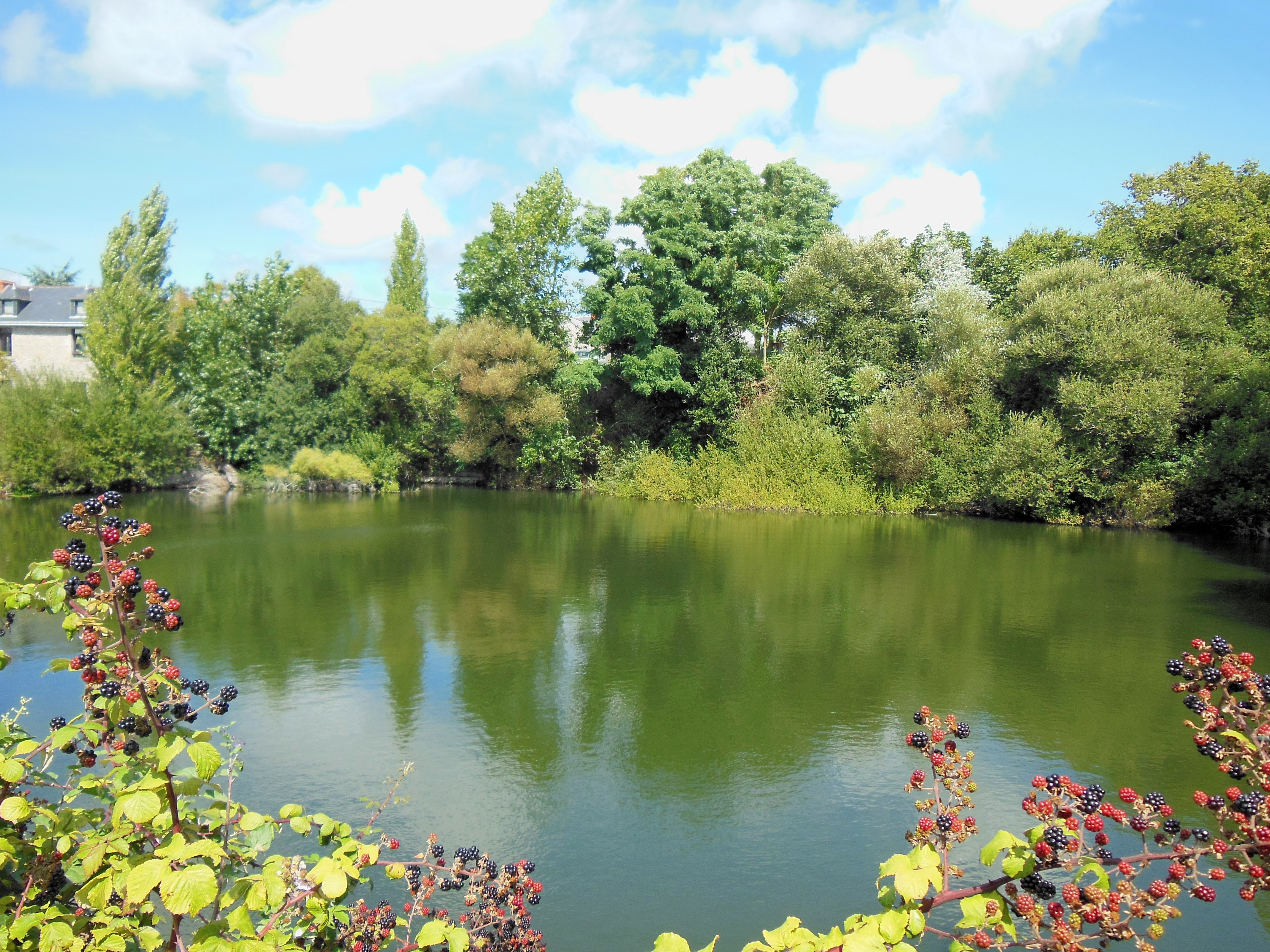
L'ancienne carrière de granite ennoyée de Tuloc.
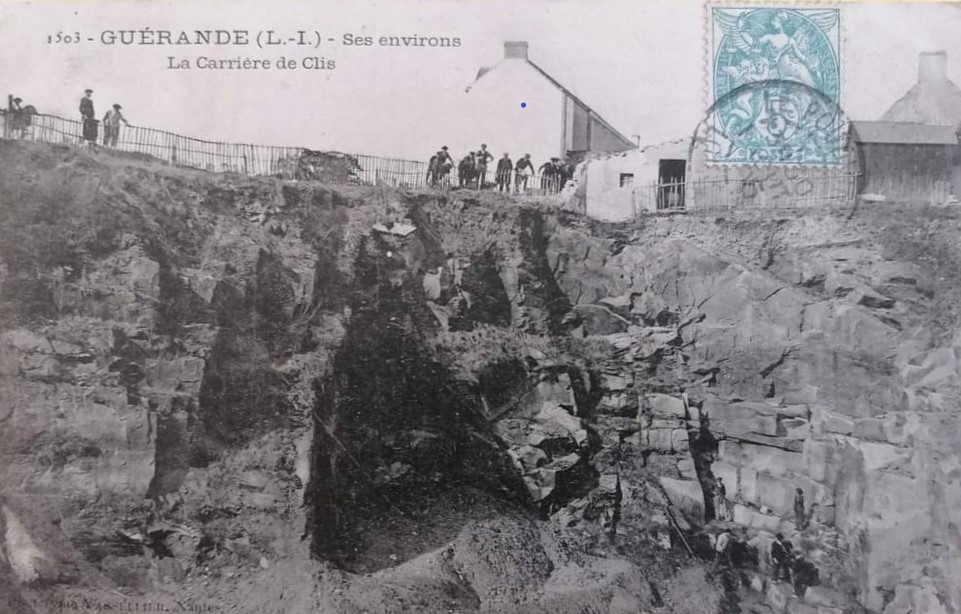
Carrière de Tuloc, du temps de son exploitation.
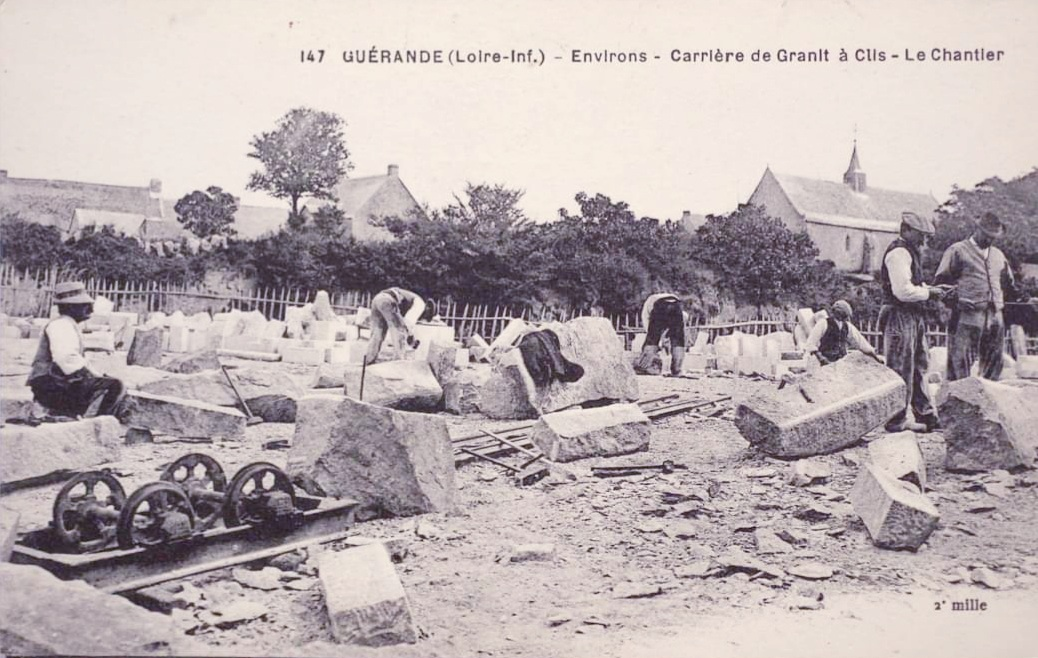
Chantier sur la carrière de granite.

- Fours à pain : le fournil des Perrières est relativement récent et sert aux habitants lors de fêtes. Un autre four se trouve au n°8 rue du Four et pourrait dater du début du XVIIe siècle. Rattaché au pignon d'un logis, il est aujourd'hui propriété privée. Sous l'Ancien Régime, les fours font partie des privilèges seigneuriaux. Souvent soumis au droit de banalité, obligeant les habitants à son utilisation, ils sont entretenus par le seigneur et mis à disposition des habitants contre la perception d'une redevance. Généralement implantés sur un espace central, ils sont chauffés au bois et dotés d'un âtre voûté en pierre recouvert d'une masse de terre. Ils peuvent être associés à un fournil, bâtiment servant à la préparation[13].

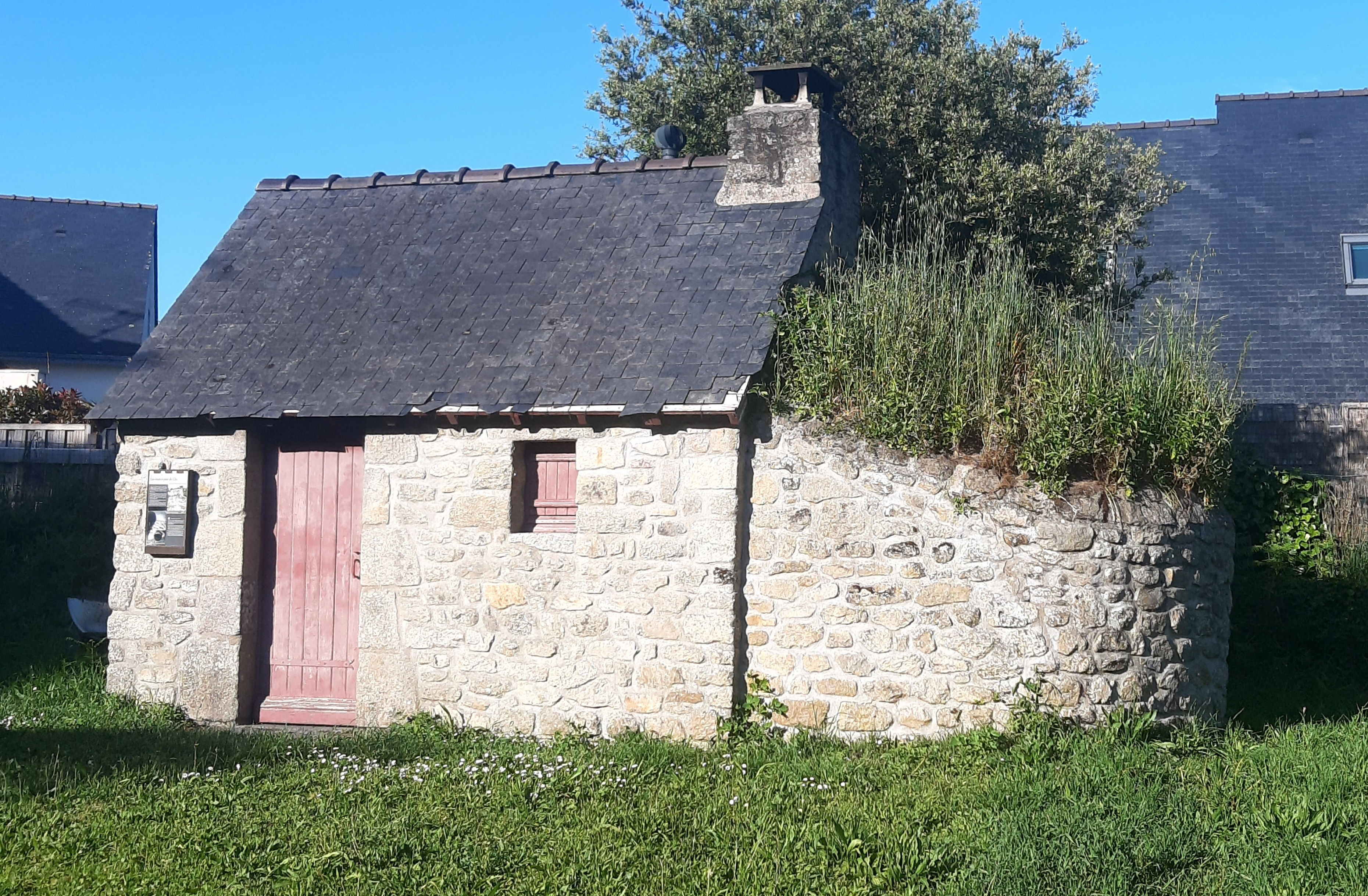
Four à pain de Clis, place des Perrières

- Moulin de Trévaly : ancien moulin à vent du XIXe siècle

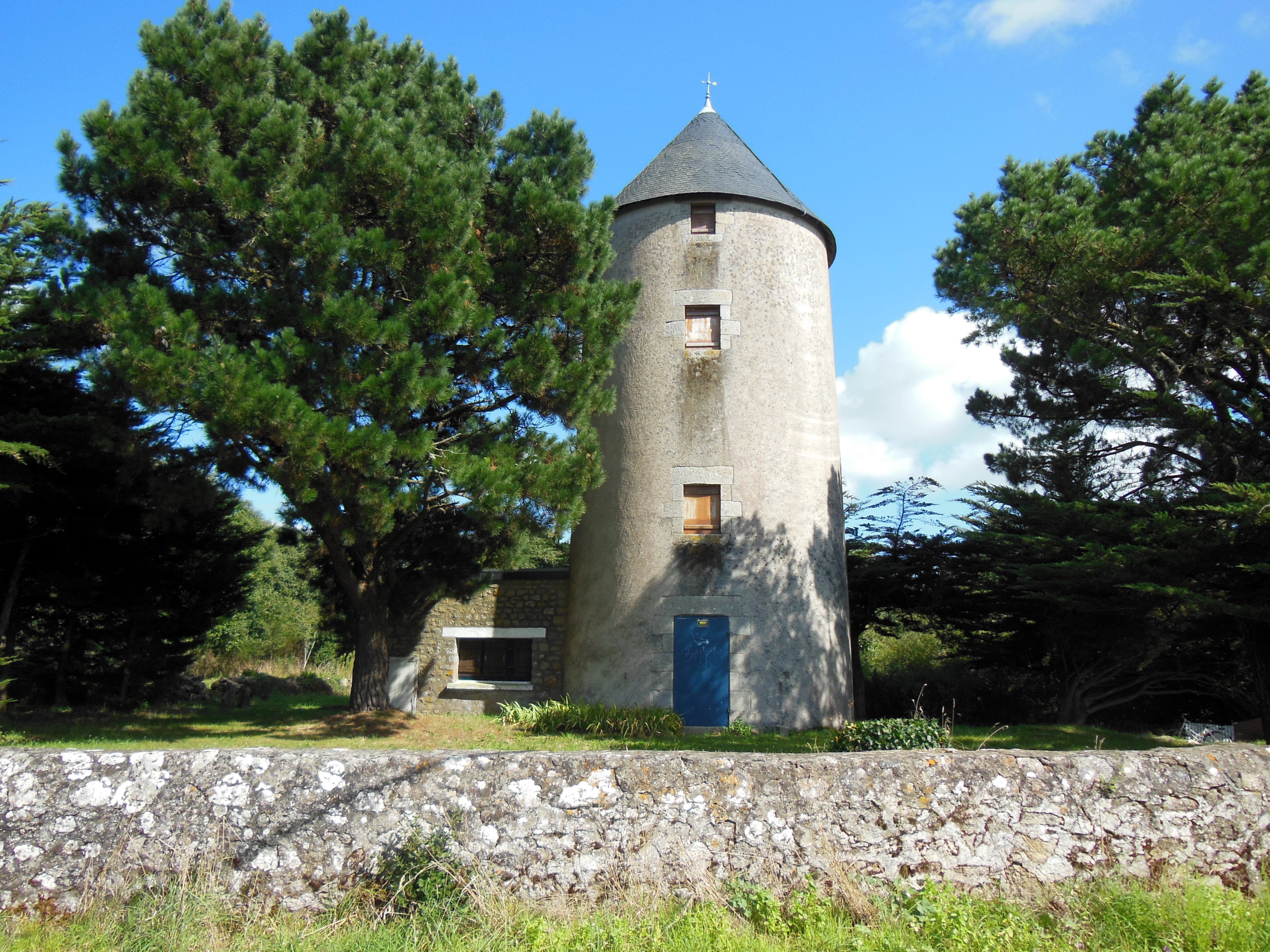
Moulin de Trévaly.